# 紅場
紅場（俄语：Кра́сная пло́щадь）是位於俄羅斯首都莫斯科中央行政區特維爾區的公眾廣場，它是莫斯科最古老、最大的廣場之一。由於其歷史意義和毗鄰的歷史建築，也被認為是歐洲乃至世界最著名的廣場之一。
紅場保存多座建築遺產，包括列寧墓、聖瓦西里大教堂和克里姆林宫。紅場東邊是國家百貨商場，其隔壁有國家歷史博物館。蘇聯時期，常有大型軍隊在此舉行巡遊。红场呈长方形，南北长330米，东西宽175米，总面积57750平方公尺。自1990年以來，它被聯合國教科文組織列為世界遺產。

## 格局

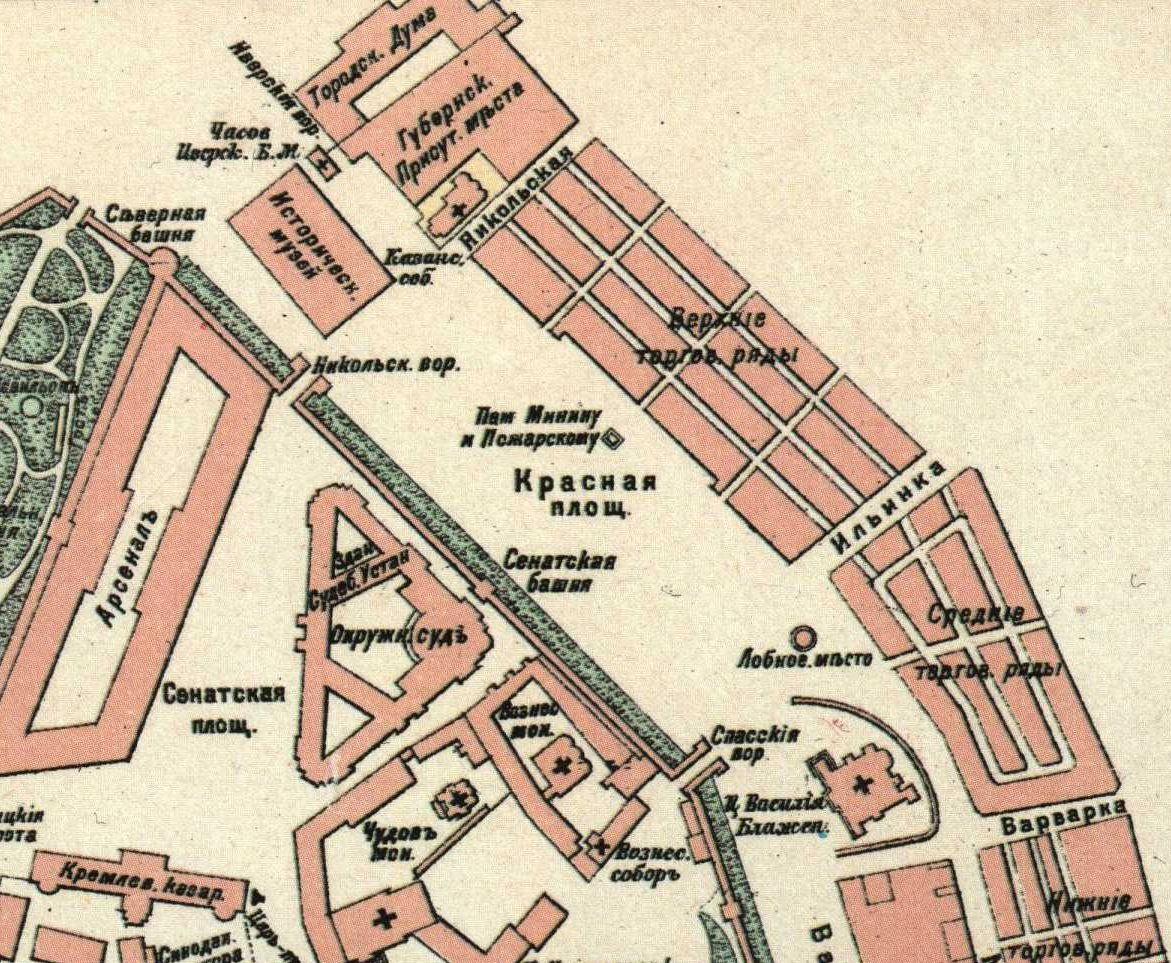
1917年的紅場地圖

紅場幾乎呈長方形，其廣場寬70公尺，長330公尺。沿著克里姆林宮牆的一部分從西北側、以及縱向東南側延伸，最後在西南側的克里姆林宮牆形成邊界。廣場東北以古姆百貨大樓和基泰格羅德老城區為界，西北以俄羅斯國家歷史博物館和伊伯利亞門和禮拜堂為界，東南以聖瓦西里大教堂為界。特維爾大街從國家歷史博物館大樓後面的廣場西北側衍伸，東南是所謂的羅勒斜坡，能夠通往莫斯科河和莫斯科河畔區。
從紅場向東北方向分出兩條街道：尼古拉街和伊林卡街 (Ильинка)，兩條街道自14世紀就已存在，曾經是舊莫斯科的主要街道。今天，除了穿過通往伊伯利亞門和禮拜堂的通道外，紅場周圍區域都是步行區。

## 起源和名稱
俄羅斯城市的主要廣場，例如苏兹达尔、葉列茨和佩列斯拉夫尔-扎列斯基的廣場，通常被命名為「Krasnaya ploshchad（具有『美麗廣場』之意）」。「紅場」的名稱不是從環繞它的磚頭顏色衍生而來，也不是從紅色和共產主義之間的聯繫衍生而來，而是因為俄文字（krasnaya）能意指“紅的”或“美麗的”。此字原來表示“美麗的”，應用於聖瓦西里大教堂，並隨後轉移至鄰近廣場，據信紅場是於17世紀以今名取代舊名“燒光的地方”（Pozhar）。
在莫斯科，紅場這個名字最初是指聖瓦西里大教堂、克里姆林宮的斯帕斯卡亞塔和羅波諾耶梅思托平台之間的一小塊區域。沙皇阿列克谢·米哈伊洛维奇·罗曼诺夫後來正式將「紅場」名稱擴展到整個廣場，該廣場以前被稱為新空地（原來稱為Pozhar，或“燒光的地方”），反映出以前紅場所在地點的建築物已被燒毀。

## 历史
紅場的歷史反映在瓦西里·伊萬諾維奇·蘇里科夫、康斯坦丁·费奥多罗维奇·尤翁等人的畫作中。除了作為莫斯科的主要廣場。它也是各種公共儀式和政府公告的舉辦地點，偶爾還會舉行俄羅斯沙皇的加冕典禮。紅場從那時起逐漸建成，自成立以來一直被所有俄羅斯政府用於官方儀式。

### 16、17世紀
紅場所在的土地曾是有建築的，最初，克里姆林宮三角區的東側，由於不受河流保護、也沒有任何其他自然資源障礙物、被認為是克里姆林宮最容易受到敵人攻擊的一側，因此克里姆林宮的城牆在這一側建造具有高度的城牆，參與建造這些防禦工事的意大利建築師後來說服伊凡大帝清理城牆外的區域，以開闢射擊場地。相關法令分別於1493年和1495年頒布，並要求拆除城牆外約110三寸（234公尺（768英尺））範圍以內的所有建築物。
1508年至1516年，意大利建築師新阿洛伊西奧在東牆前修建一條護城河，將莫斯科河和內格林納亞河連接起來，這條護城河被稱為阿列維佐夫護城河，並在城牆旁建造塔樓、城門等設施，拆除後的大型空間後被居民稱為「Veliky Torg」（大市場）或簡稱為「Torg」（市場），然而，大市場在1571年韃靼人入侵期間被大火燒毀。之後，廣場獲得了「Pozhar」這個名稱，意思是「燒光的地方」。直到1661–62年，它才首次以其同時代的「Krasnaya」（“紅色”）名稱首度提及。
幾年後，伊凡四世在護城河上修建了聖母代禱大教堂，俗稱聖瓦西里大教堂。這是第一座在廣場所興建並留存至今的建築，1595年，木製市場被石材取代。到那時還建造了一個用於宣布沙皇法令的羅波諾耶梅思托平台。自那時期，紅場被認為是一個神聖的地方。帝國在此處舉行了歷代政府公共典禮和聲明、沙皇加冕之地、以及各種節日遊行。紅場也自此逐漸振興。1612年波蘭軍隊被逐出莫斯科期間，德米特里·米哈伊洛維奇·波扎爾斯基親王通過廣場進入克里姆林宮。為了紀念這一事件，他建造了喀山大教堂，以紀念跟隨他的軍隊參加戰役的喀山聖母像。
在17世紀後期（1679-1680年）期間，廣場上的所有木結構建築都被拆除了。

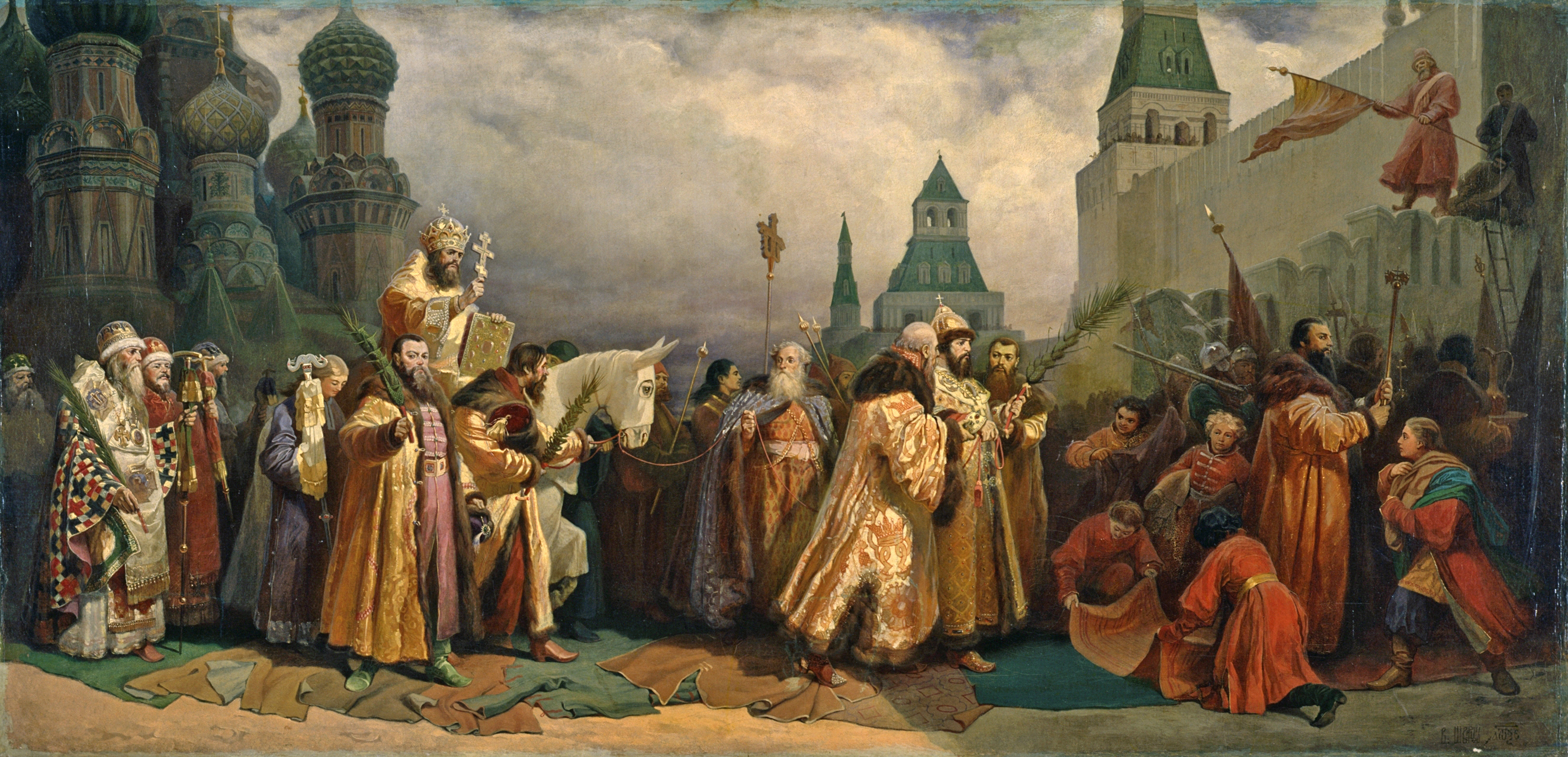
紅場在17世紀舉辦聖枝主日遊行的情景
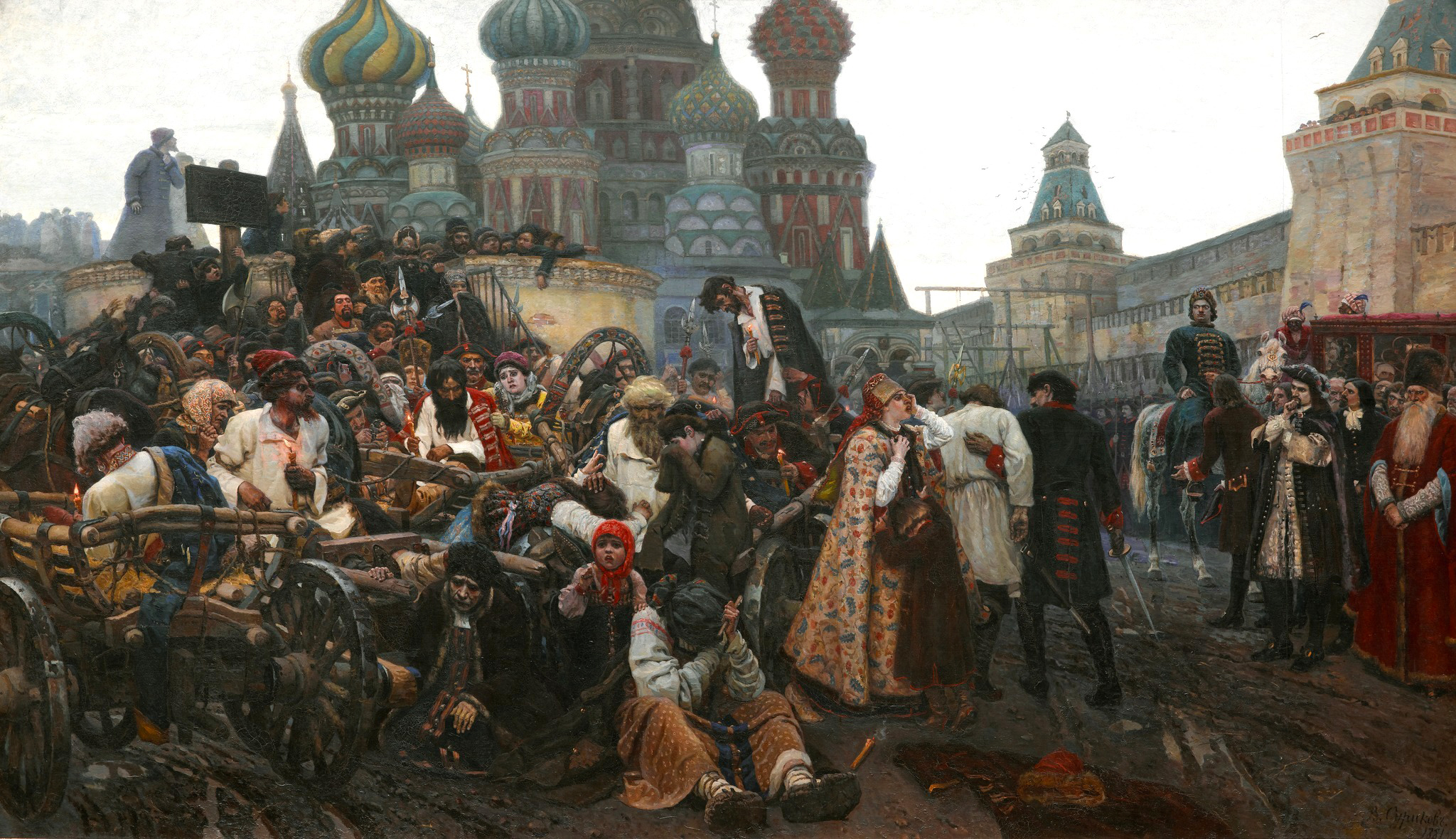
1698年，沙皇彼得一世（騎在馬上的右邊）在紅場處決射手的情景（繪於1881年）
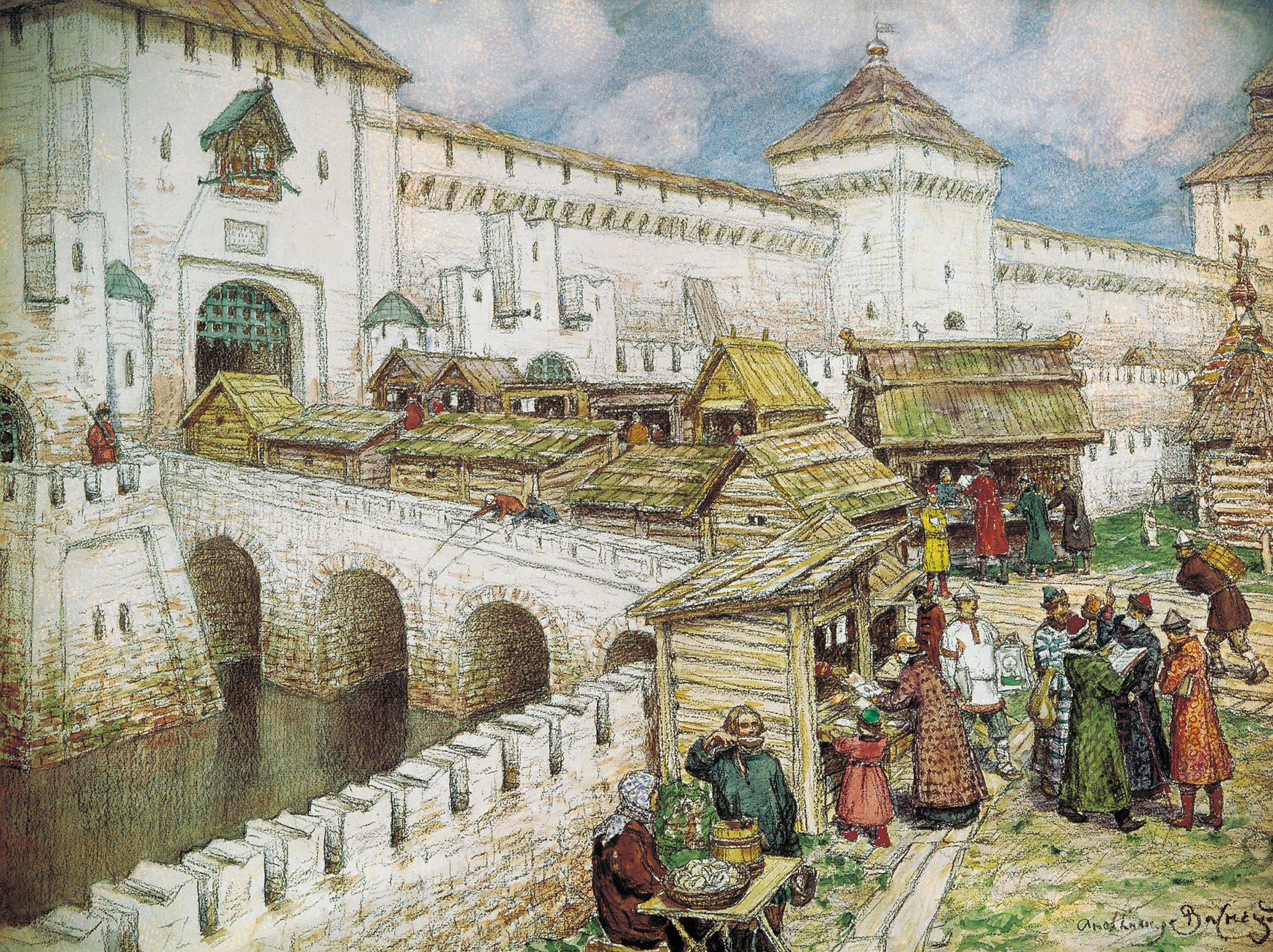
克里姆林宮正門斯帕斯基橋的民間書店
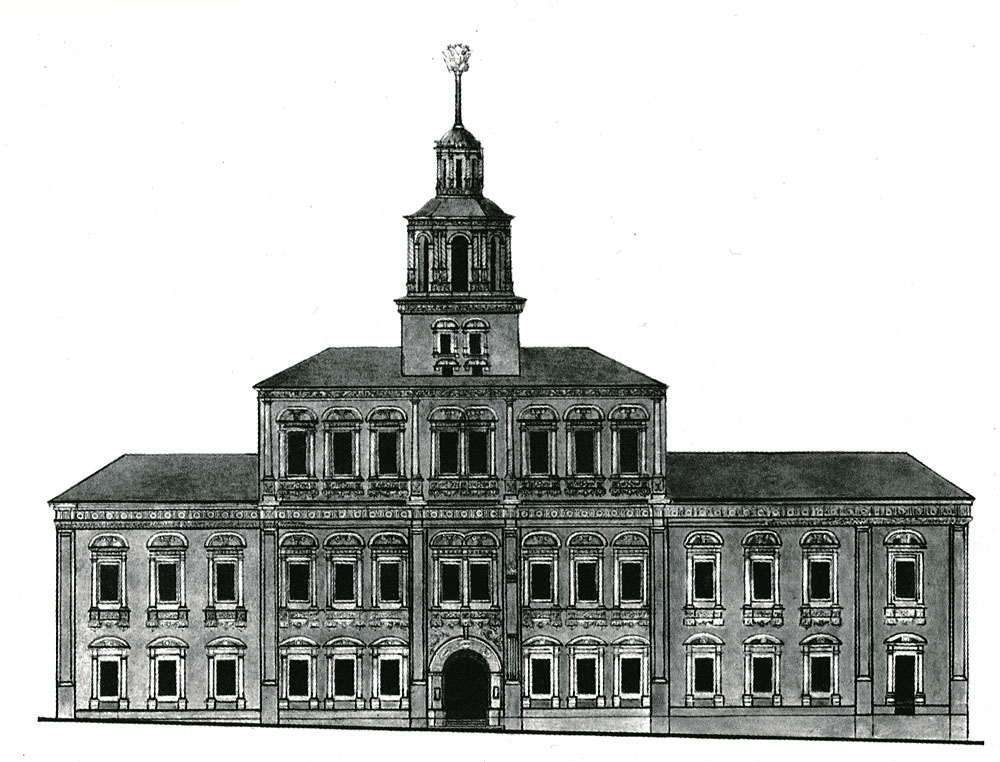
人民大會堂，作為莫斯科的市政廳使用，建於1700年

### 18、19世紀
1702年，俄羅斯第一家公共劇院在尼科爾斯基門附近建成。一直到1737年在一場大火中被燒毀。在 1730 年代，一座名為 Gubernskoye pravlenie（省委員會）的新造幣廠建築建在舊建築前面。
在叶卡捷琳娜二世統治期間，紅場進行了一系列改善工程。建築師馬特維·卡扎科夫按照舊有形式，使用鑿成的石頭建造全新的羅波諾耶梅思托平台。
1804年，根據當地商人的要求，紅場重新以石頭鋪成。在1812年拿破崙戰爭中，莫斯科城市毀於戰火，廣場開始了新階段的改善工程，由於護城河沿線的市場在火災後破敗不堪，因此遭到了拆除，在紅場東側，約瑟夫·博韋以帝國風格建造了新的市場建築。包括在1818年豎立了米寧和波扎爾斯基紀念碑；該紀念碑的建造，標誌著俄羅斯愛國意識的興起。
1874年，人民大會堂的建築被拆除。取而代之落成的是仿俄羅斯風格的帝國歷史博物館。1888年至1893年之間，紅場周圍興建了一系列百貨商店。1909年，莫斯科電車首次出現在廣場上。

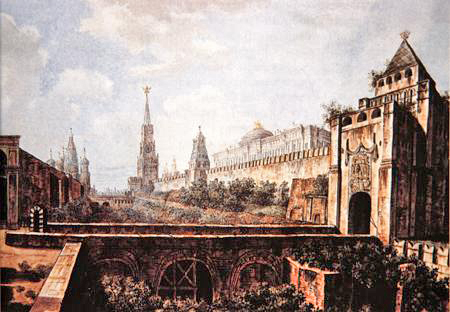
克里姆林宮、阿列維佐夫護城河和尼科爾斯卡亞塔。費奧多爾·阿列克謝耶夫（英语：Fyodor Alekseyev）所繪，1800年
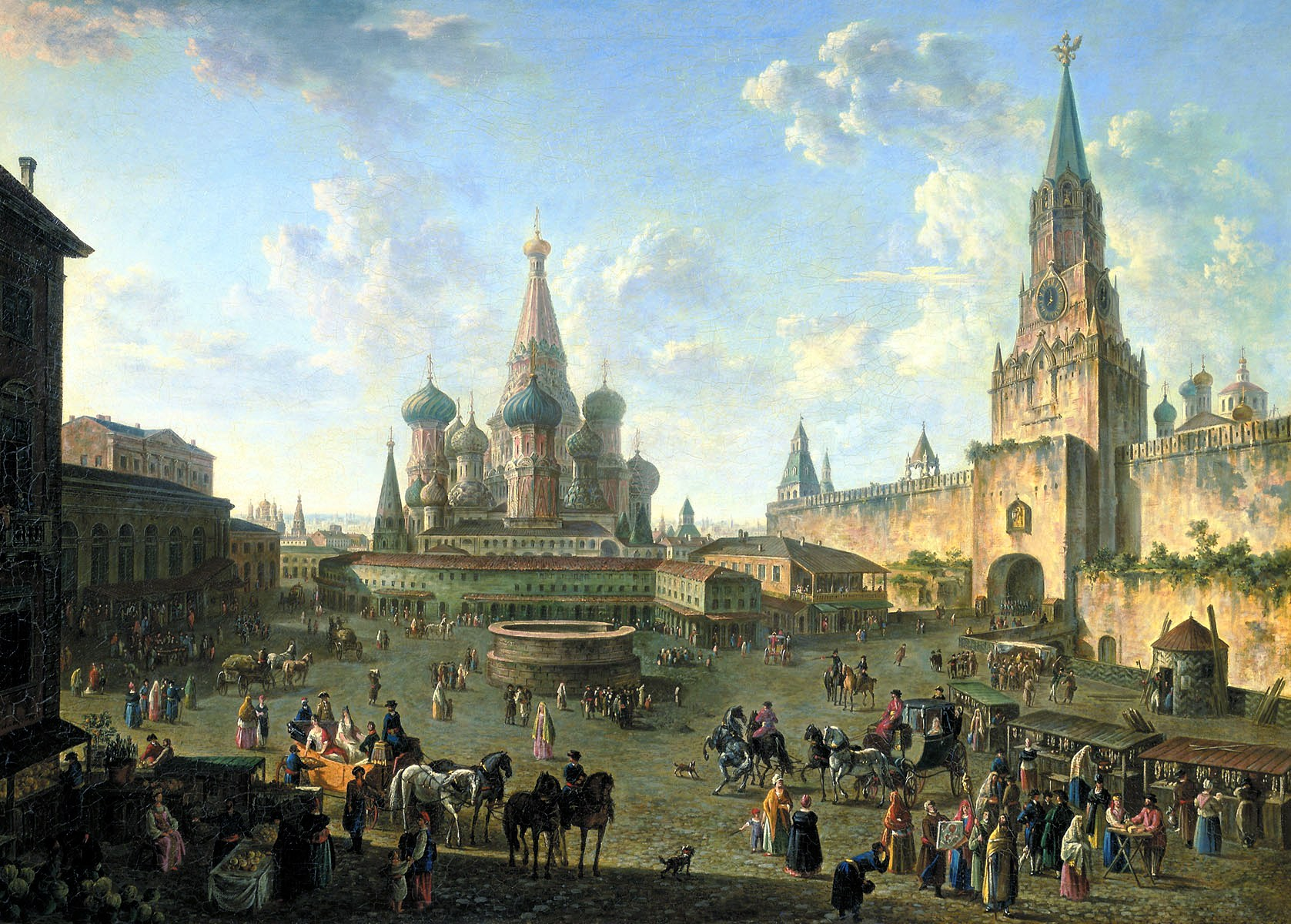
以聖瓦西里大教堂和克里姆林宮為背景的紅場，費奧多爾·阿列克謝耶夫，1801年
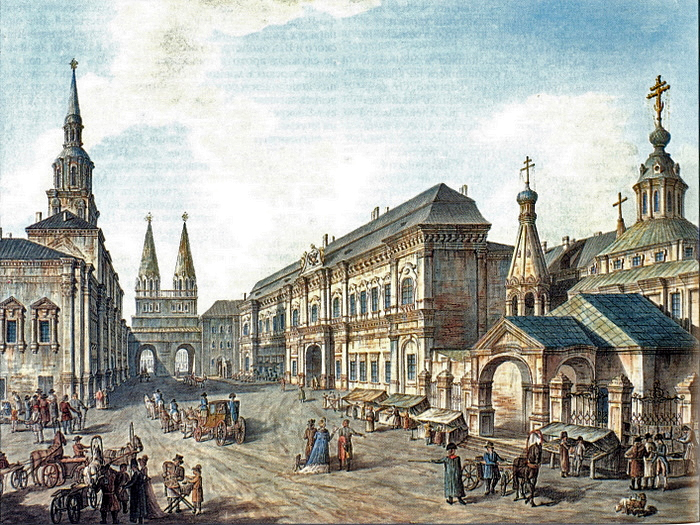
人民大會堂、伊伯利亞門、省議會和喀山大教堂，1802 年
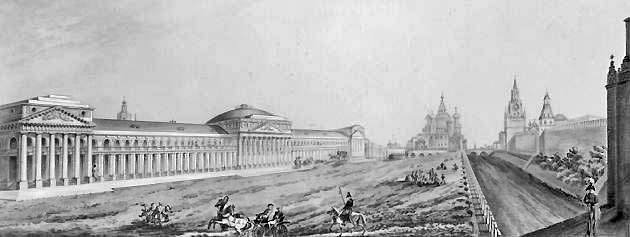
1816年的紅場，左側建築為約瑟夫·博韋設計的新市場，後在1893年被國家百貨商場取代
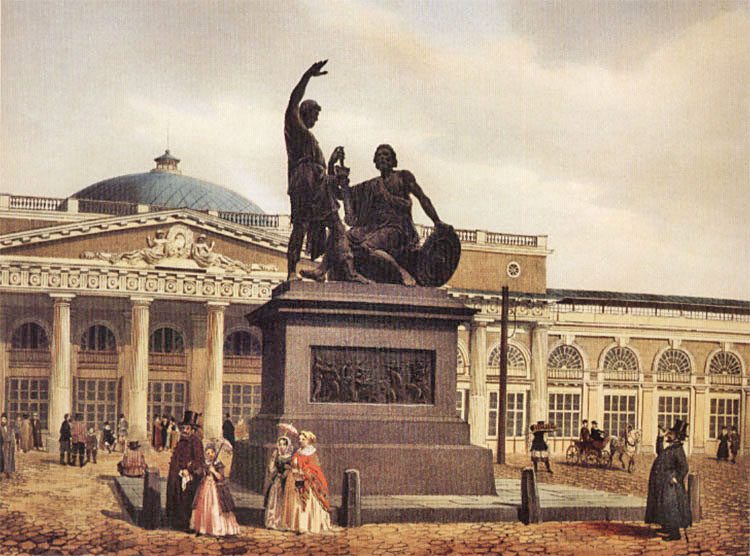
19世紀的米寧和波扎爾斯基紀念碑
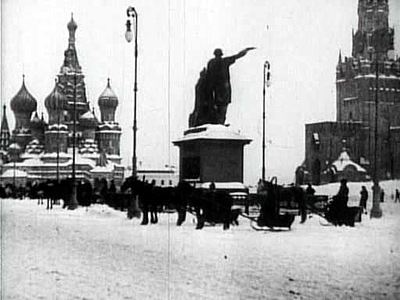
1908年的聖瓦西里大教堂、米寧和波扎爾斯基紀念碑以及斯帕斯卡亞塔。

### 近代與至今
在蘇聯時代，紅場具有著重要性的地位，成為蘇聯的國家象徵。除了作為蘇聯政府的官方地址外，紅場還作為1919年以來的閱兵式主辦區域而聞名。列寧墓從1924年起也成為廣場建築群的一部分，成為國家慶祝活動中重要政要的看台。
1930年代，蘇聯政府以以方便讓閱兵車輛通過為由，拆除了廣場上的喀山大教堂和伊伯利亞門和禮拜堂。聖瓦西里大教堂原計畫在此工程中被拆除，以為擴充紅場空間以及興建國家歷史博物館為由。傳聞是史達林的助手、莫斯科重建計劃的負責人拉扎尔·卡冈诺维奇曾準備了一個特殊的紅場模型，並帶給斯大林以展示。聖瓦西里大教堂為何會成為閱兵儀式中，成為交通障礙的要因。但是當他把大教堂從模型中猛拉出來時，斯大林用他那句相當著名的話反對：「拉扎爾！把它放回去」。然而，並沒有確切的文獻資料證明此事情的發生。
1963年，一群非洲學生在紅場組織了一場抗議活動，以回應一名名叫埃德蒙·阿薩雷-阿多(Edmund Assare-Addo) 的醫科學生被指控謀殺的事件。這是自20世紀後期以來，紅場第一次有記錄的政治抗議活動。1987年5月28日，一位名叫马蒂亚斯·鲁斯特的西德飛行員曾駕駛一台塞斯納172在紅場旁降落，在蘇聯防空部隊中引起了重大醜聞。
1990年，克里姆林宮和紅場作為蘇聯第一批名單，被列入聯合國教科文組織的世界遺產名錄。
近年來，紅場曾作為舉辦著名音樂會的場所使用。包括聯合公園、超凡樂團、T.A.T.u.、夏奇拉、蠍子樂隊、保罗·麦卡特尼、罗杰·沃特斯 、嗆辣紅椒合唱團等名人曾在此演出。2008年12月4日，大陸冰球聯賽宣布他們將於2009年1月10日在紅場舉行他們的第一場戶外全明星賽。

## 紅場閱兵式
紅場上在歷史最重要的兩次閱兵式包括1941年十月革命閱兵式，當時因莫斯科戰役的爆發，許多軍隊在參與閱兵式後則直接前往前線戰鬥，此外還包括1945年勝利閱兵式，當時被打敗的納粹軍隊的旗幟被扔在列寧陵腳下。
而後，蘇聯在五一勞動節（至1969年）、勝利日和十月革命紀念日期間多次在紅場舉行閱兵式，內容包括宣傳、旗幟、勞動示威、行軍、炫耀坦克和導彈。
個人遊行方面，紅場曾於祖国保卫者日（1925年2月23日），坦克兵日（1946年9月8日），和約瑟夫·史達林的國葬（1953 年 3 月 9 日）。以及1945年、1965年、1985年、1990年的勝利日舉辦閱兵遊行，自1995年起，一年一度的莫斯科勝利日閱兵則在廣場舉行，以紀念第二次世界大戰50週年。
2008年1月，俄羅斯宣布將恢復通過紅場閱兵的軍用車輛，並在2008年5月開始舉行了一年一度的勝利日閱兵式，這是自1991年蘇聯解體以來俄羅斯軍車首次在廣場上閱兵。2010年5月9日，為紀念1945年德國投降65週年，法、英、美三國軍隊歷史上首次參加莫斯科勝利日閱兵式。

## 建築物
下列圖片為目前座落於紅場上的所有建築：

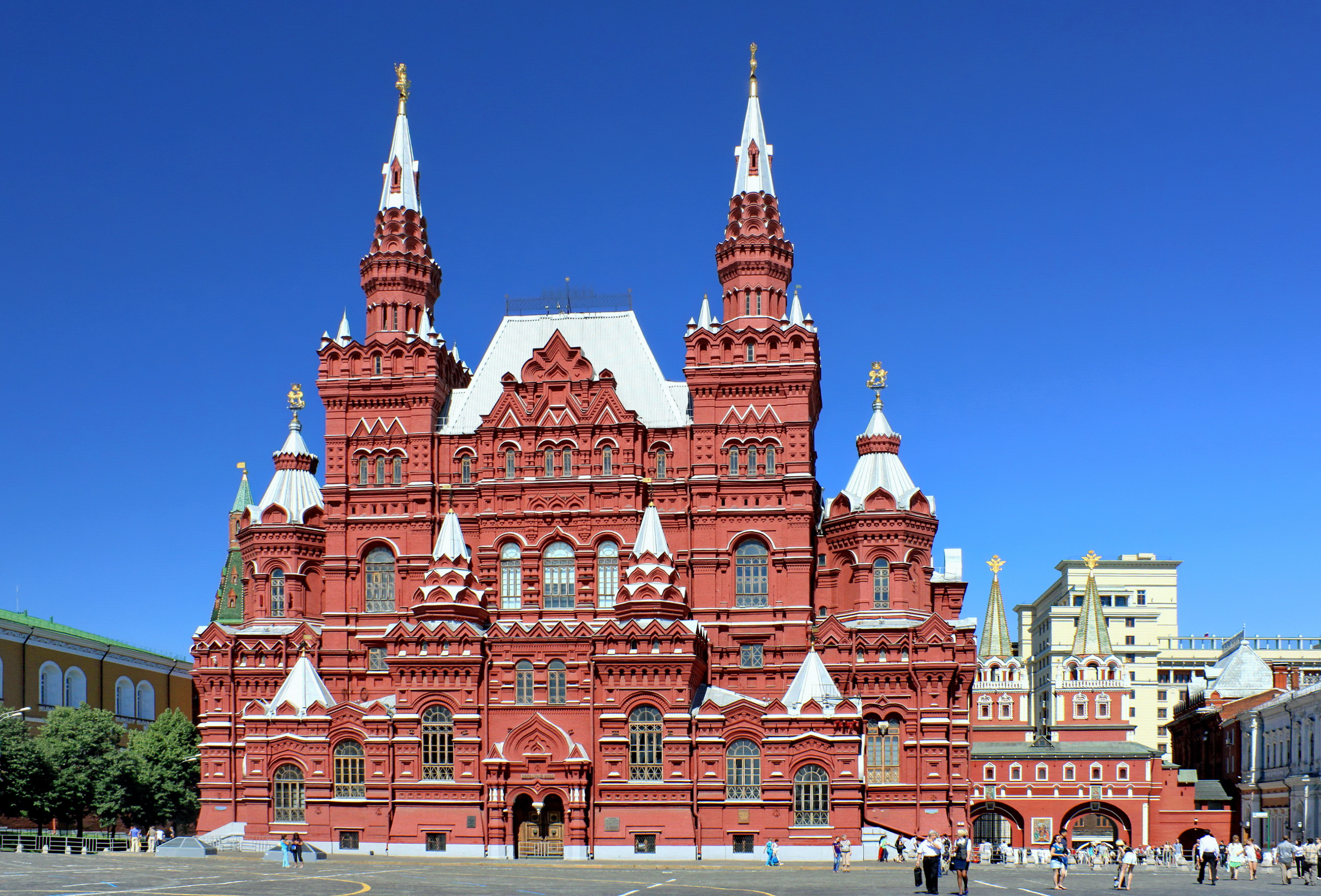
俄羅斯國家歷史博物館，是俄羅斯最大、最著名的歷史博物館。
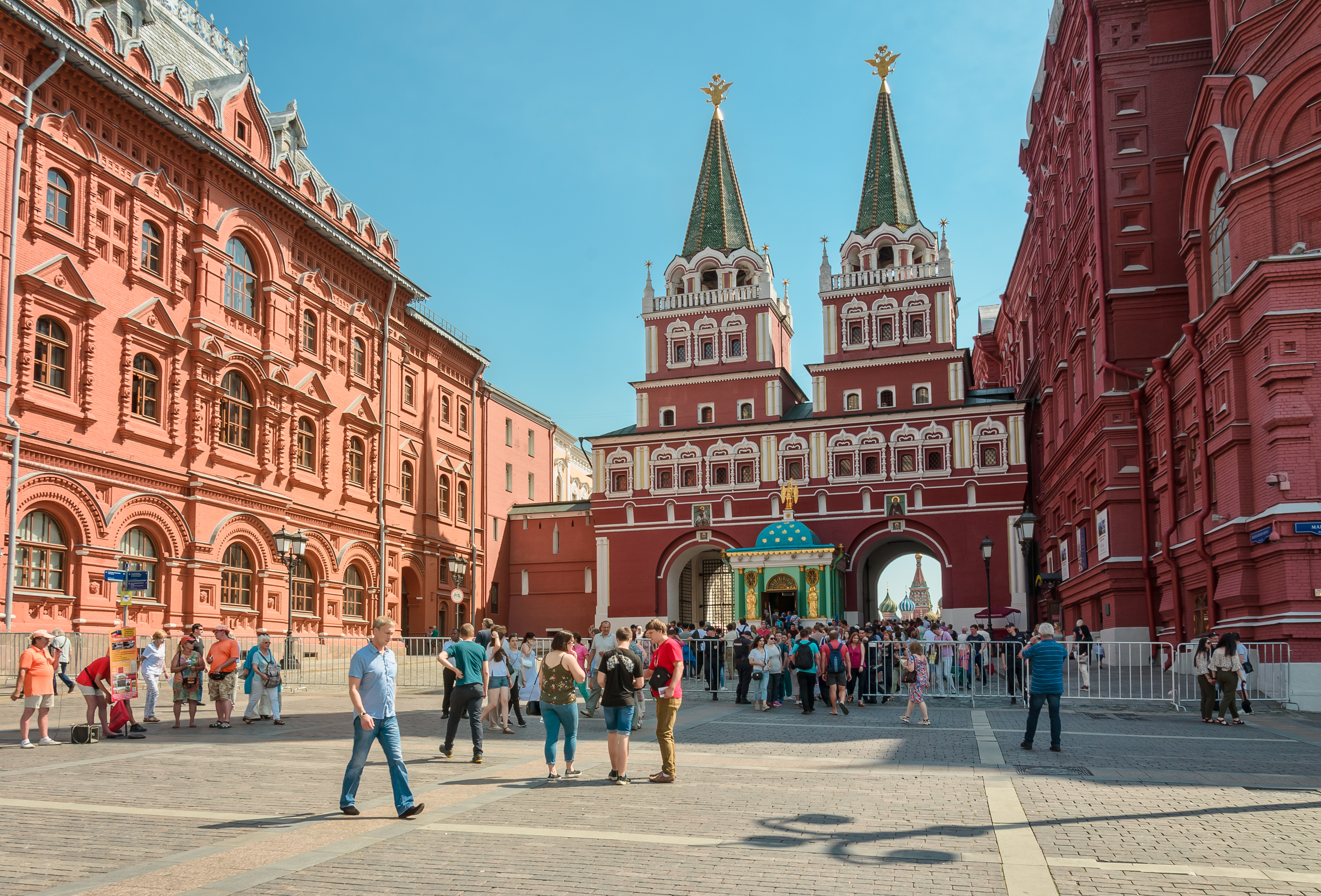
伊伯利亞門和禮拜堂，是莫斯科舊城唯一的現存城門，也是西北側進入紅場的兩個入口之一。
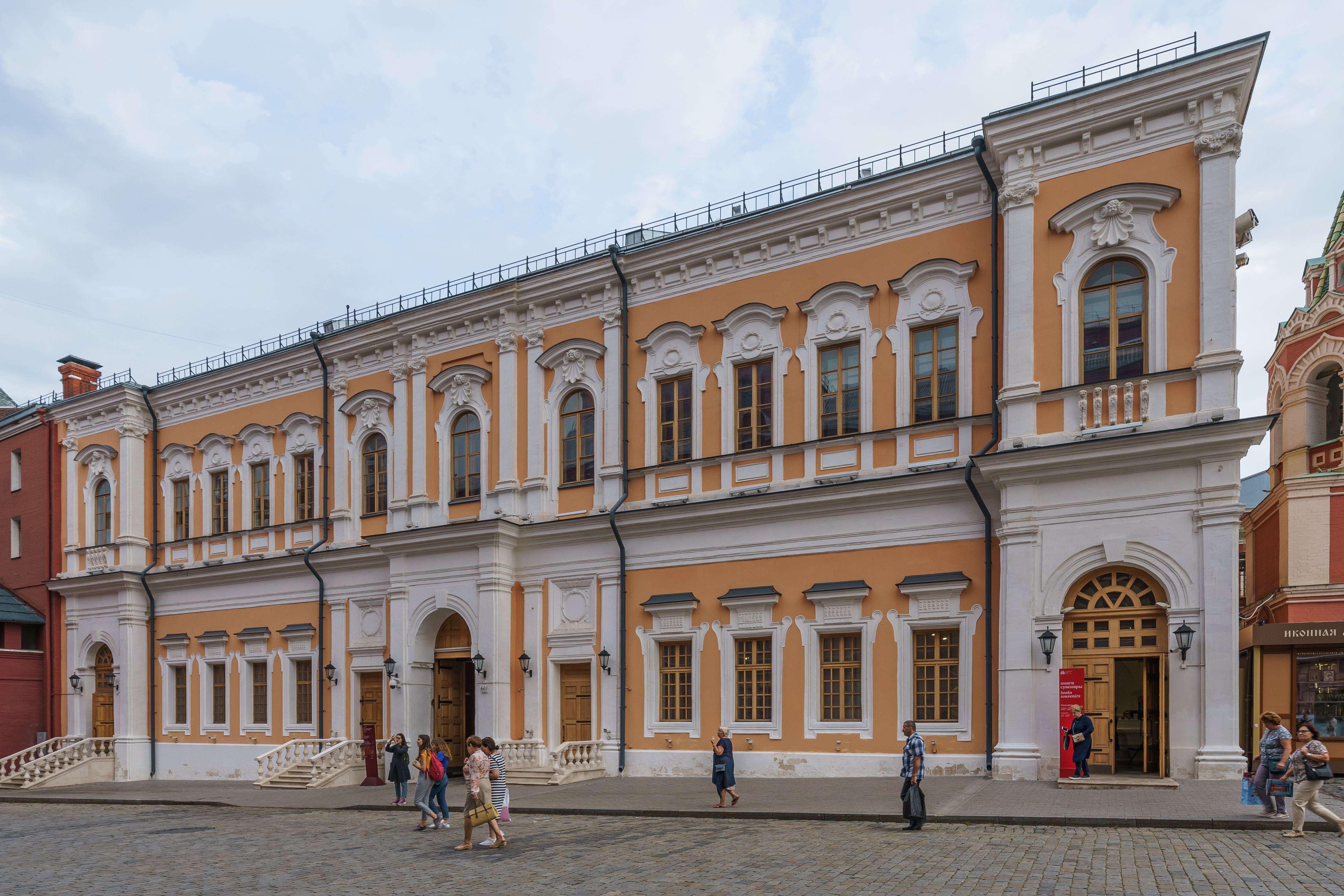
前政府行政部門大樓
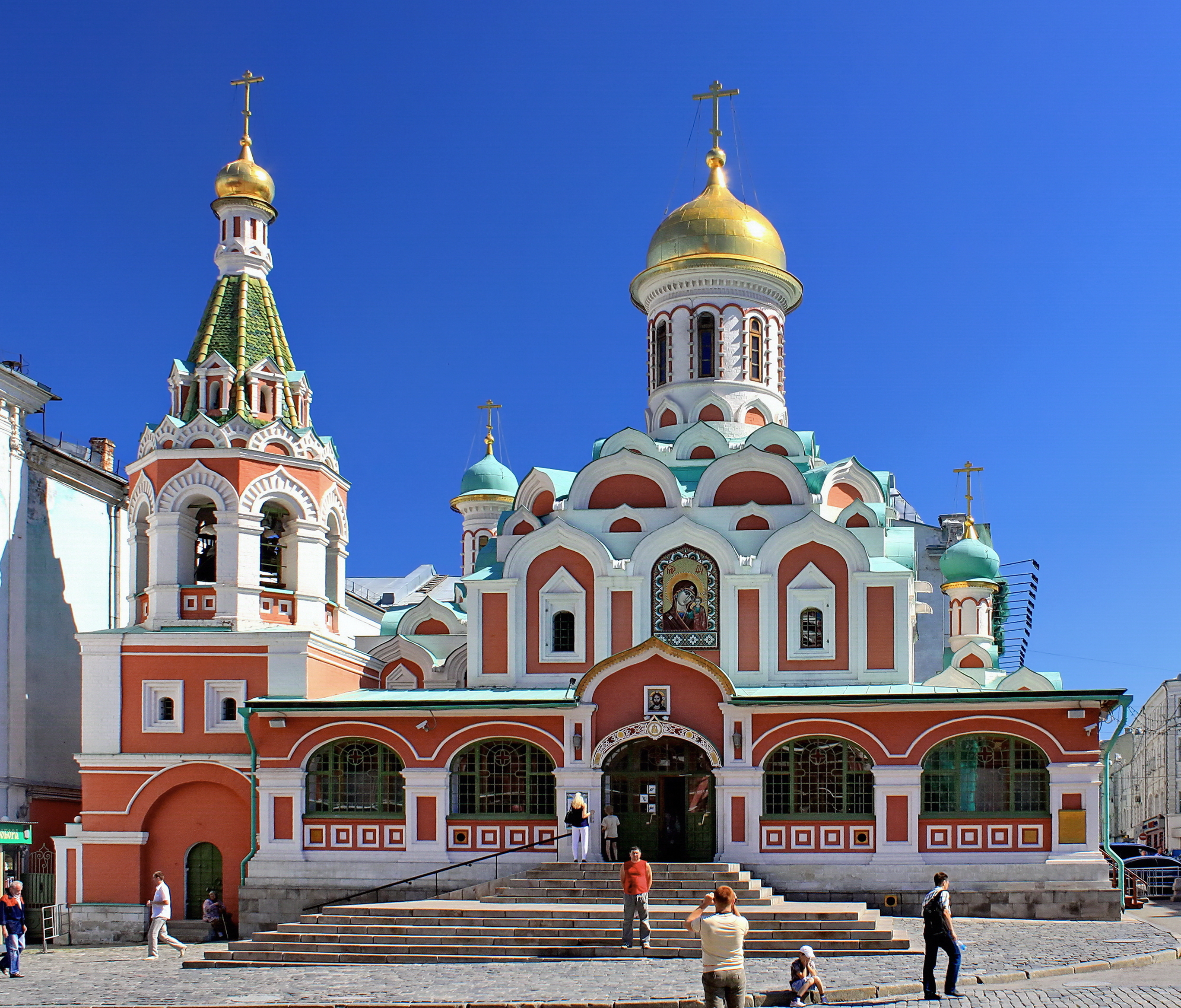
喀山主教座堂
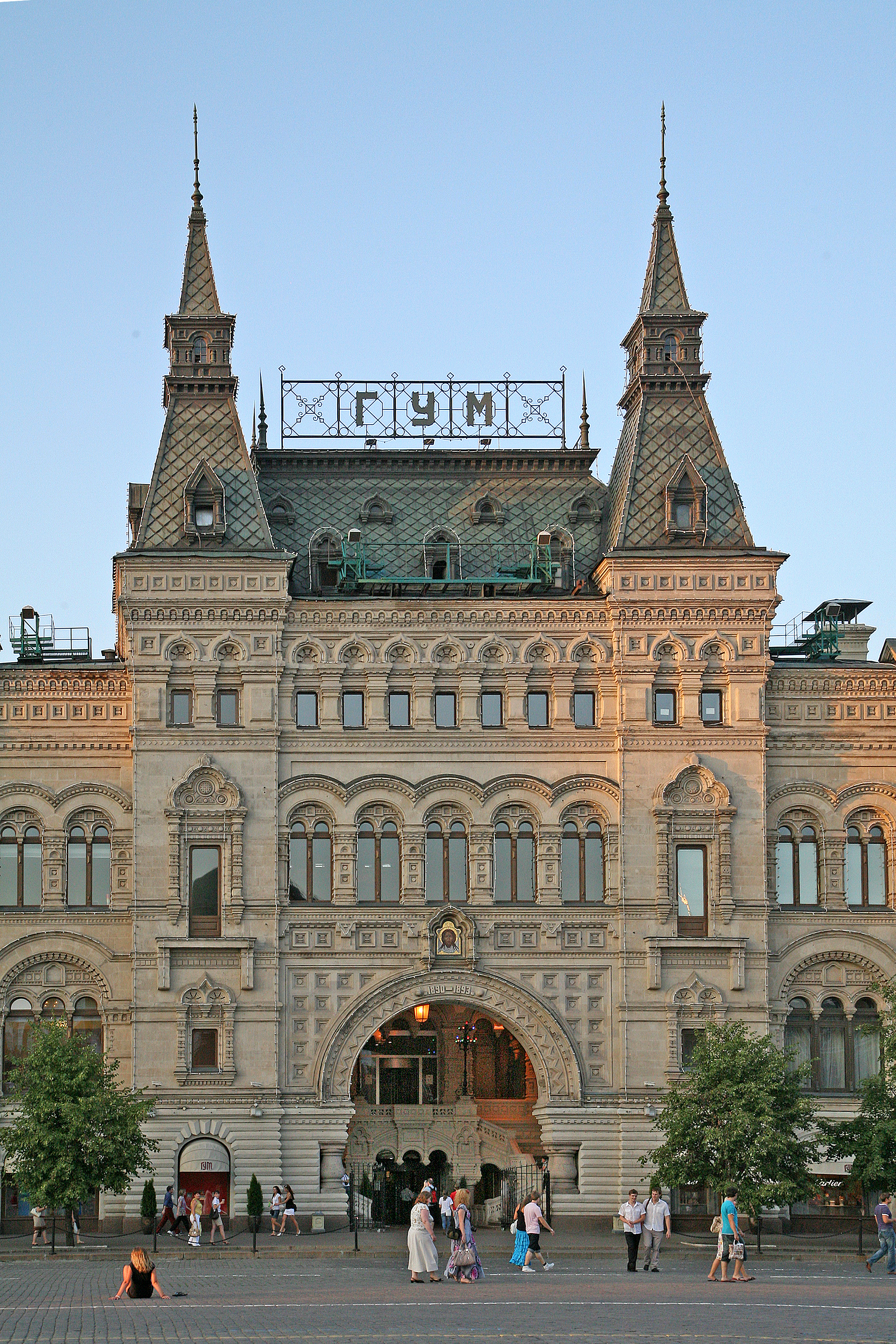
國家百貨商場

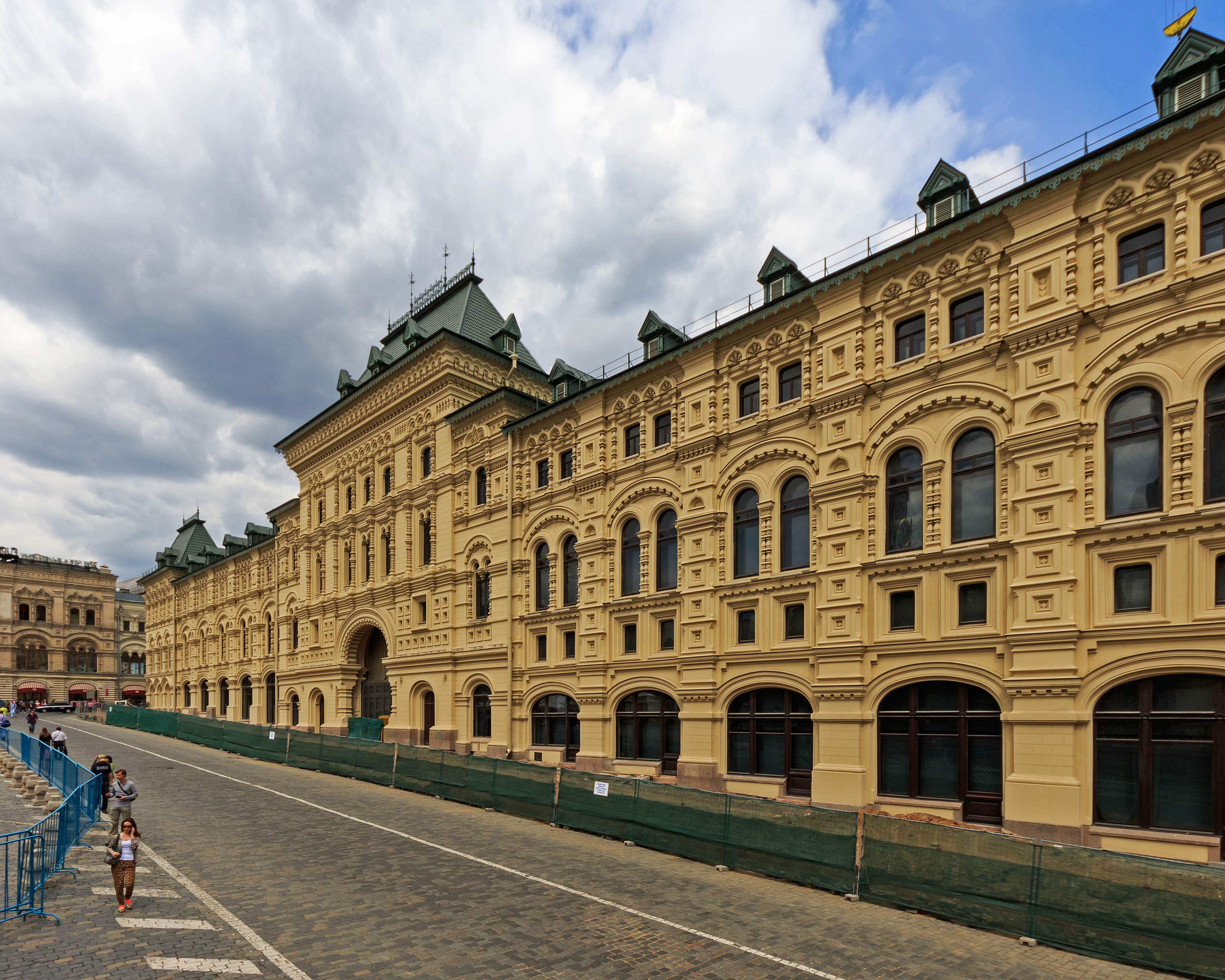
中間貿易行
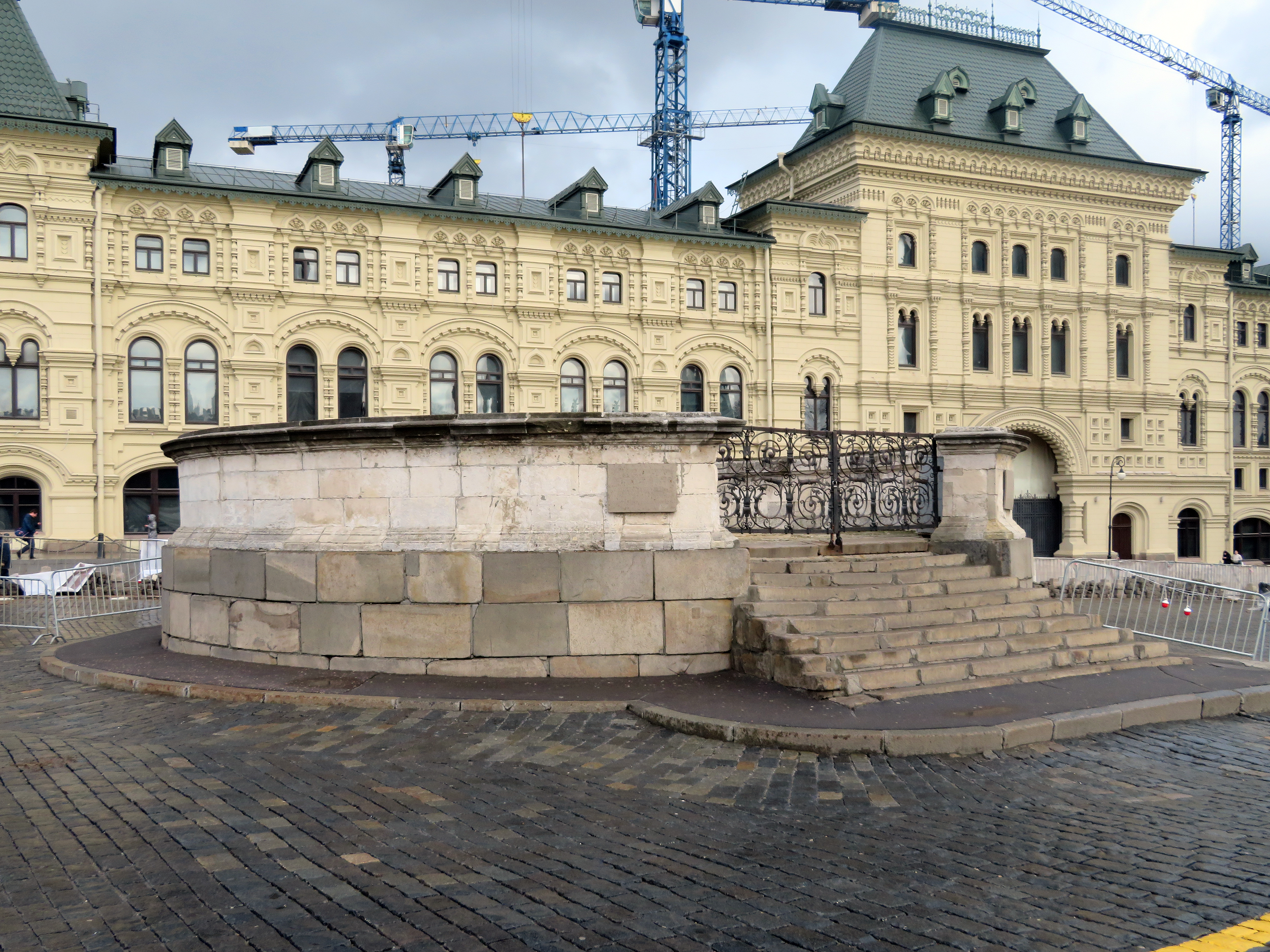
羅波諾耶梅思托平台
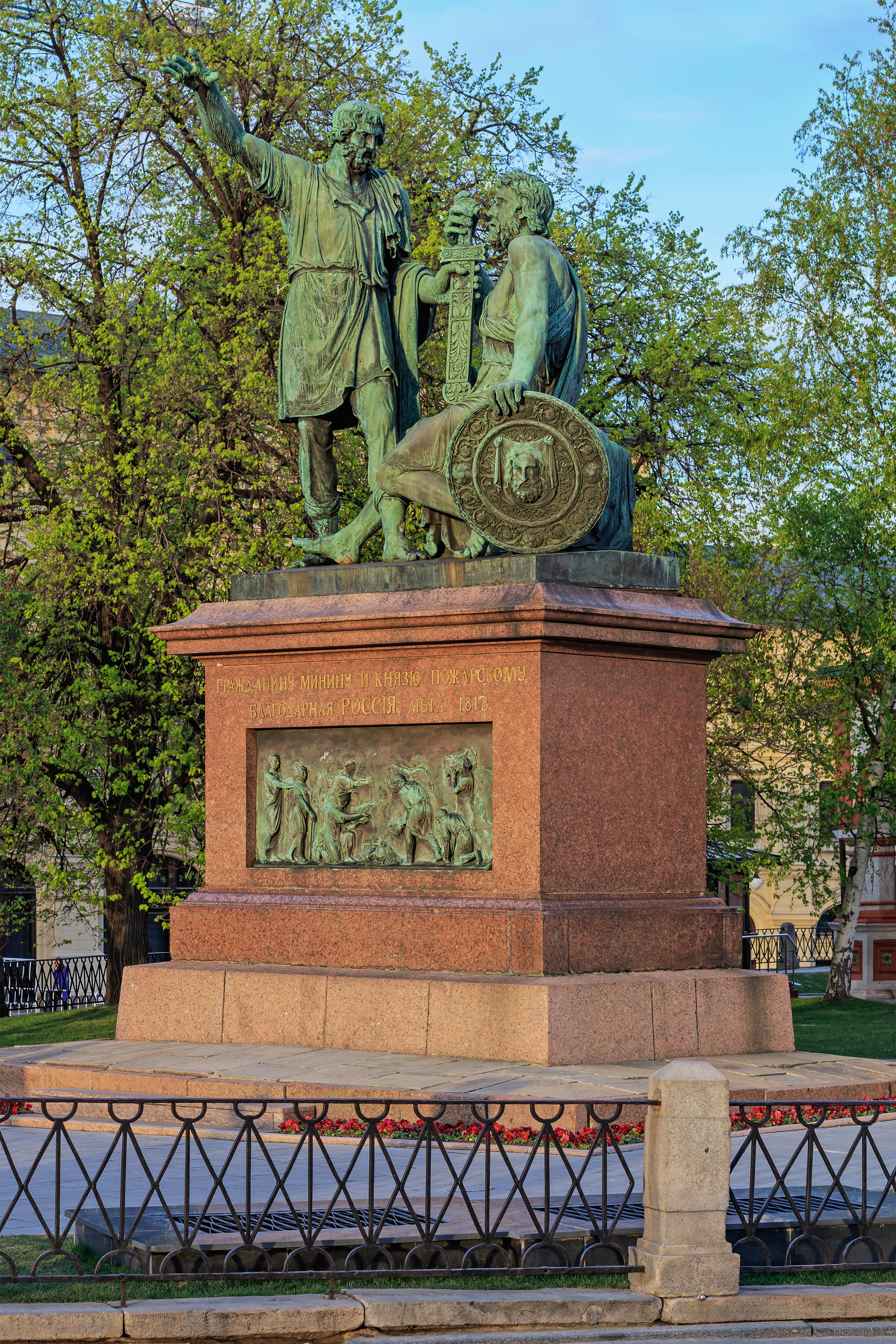
米寧和波扎爾斯基紀念碑
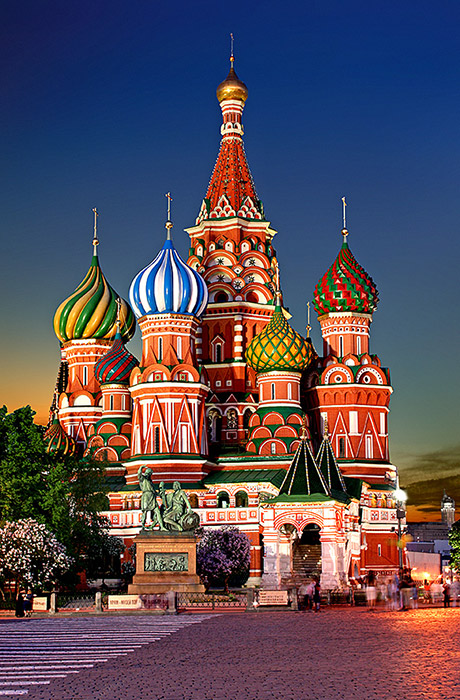
聖瓦西里大教堂
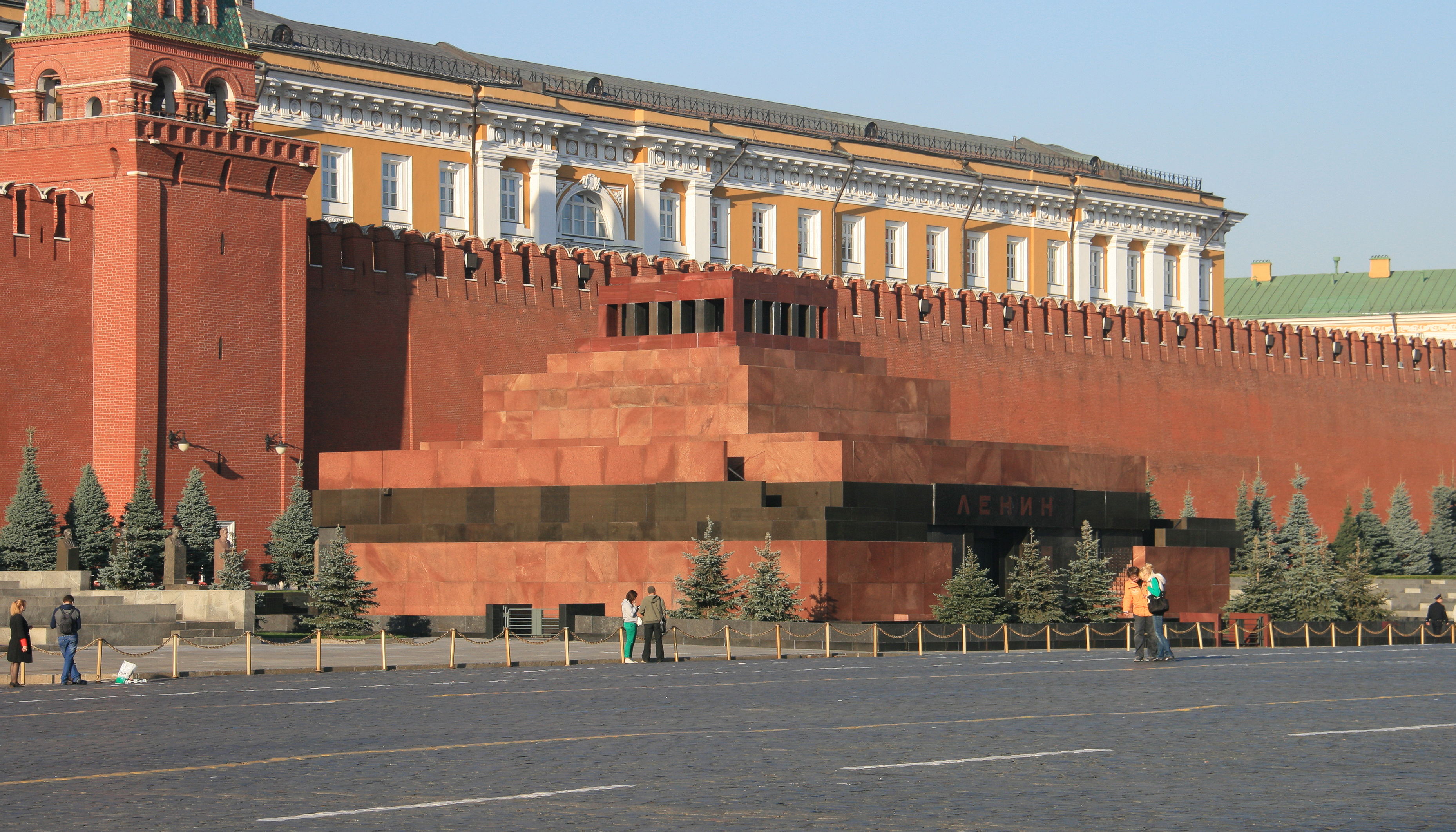
列寧墓

## 外部連結
- YouTube上的Documentary «Moscow clad in snow», 00:07:23, 1908
- Red Square in Moscow, the most important place in the country's largest. （页面存档备份，存于） - Thewotme Travel Blog
- Watch the video: YouTube上的4K video. Walking tour of Red Square, Moscow, Russia. 2021 year.
- Moscow-Life: A guide to Moscow's Red Square （页面存档备份，存于）
- 3D model of Red Square
- Visiting Red Square – Useful information for visitors to Red Square and the Kremlin
- YouTube上的Red Square and surrounding area time-lapse video
- 360° Virtual Tour of Red Square （页面存档备份，存于）
- 4 Surprising Things that Happened on Red Square （页面存档备份，存于）